# 빌라라티나
빌라라티나(이탈리아어: Villa Latina)는 이탈리아 라치오주 프로시노네도에 위치한 코무네다. 로마로부터 남동쪽 120km, 프로시노네로부터 동쪽 40km 거리에 있다.